# گوی (ریاضیات)

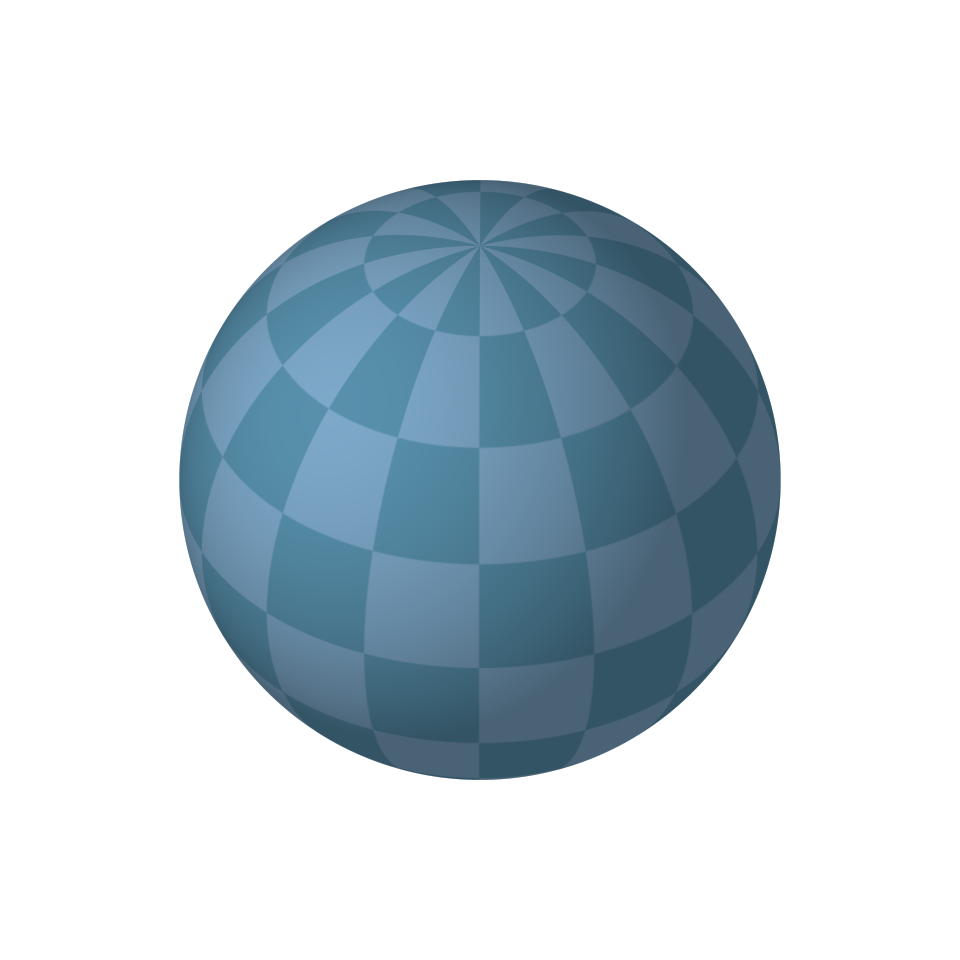
گوی (ریاضیات)

در ریاضیات، گوی یا توپ (به انگلیسی: Ball) به یک حجم فضایی گفته می شود که درون یک کُره محصور شده است؛ همچنین به نام کره سخت نیز شناخته می شود. این گوی می تواند یک "توپ بسته" باشد که نقاط مرزی خود را نیز شامل می شود و یا یک "توپ باز" باشد که نقاط مرزی را شامل نمی‌شود.
این مفاهیم نه تنها در فضای سه بعدی اقلیدسی تعریف می شوند بلکه در ابعاد بیشتر و یا کمترو نیز در فضای متریک نیز شناخته شده هستند. یک توپ در فضای {\displaystyle n} بعدی ball-{\displaystyle n} نامیده می شود که توسط یک Sphere-{\displaystyle (n-1)} احاطه شده است. برای مثال، یک توپ در صفحه اقلیدسی مانند قرصی است که توسط یک دایره احاطه شده باشد. 

## در فضای اقلیدسی
در فضای {\displaystyle n} بعدی اقلیدسی، یک n-ball باز با شعاع {\displaystyle r} و مرکز {\displaystyle x}، مجموعه نقاطی است که در فاصله ای کمتر از {\displaystyle r} از {\displaystyle x} قرار گرفته اند. 